# Andrew Wyeth
Andrew Newell Wyeth (12 de julio de 1917 - 16 de enero de 2009) fue un pintor realista y regionalista estadounidense. Es uno de los más conocidos del siglo XX, comúnmente se le llama el "Pintor del Pueblo" debido a su popularidad entre el público estadounidense. Fue hijo del ilustrador y pintor N. C. Wyeth, hermano del inventor Nathaniel Wyeth y de la música y compositora Henriette Wyeth, y padre del pintor Jamie Wyeth y de Nicholas Wyeth.
El tema principal de sus obras es la tierra y habitantes de su ciudad natal Chadds Ford, en Pensilvania, y de su casa de verano en Cushing (Maine). Una de las imágenes más famosas del arte estadounidense del siglo XX es su obra Christina's World, que actualmente se encuentra en la colección del Museo de Arte Moderno de Nueva York.

## Biografía

### Primeros años

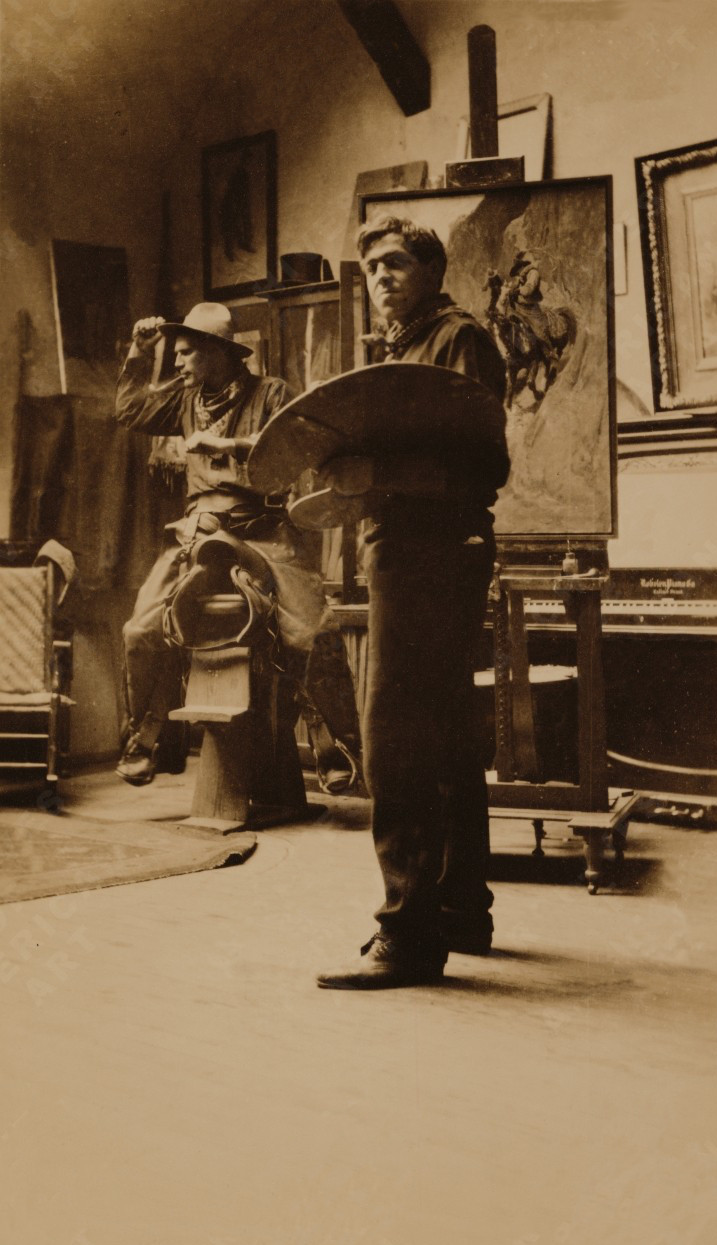
N.C. Wyeth en su estudio con un modelo de vaquero, 1904.

Andrew era el menor de los cinco hijos del ilustrador y pintor Newell Convers y su esposa, Carolyn Bockius Wyeth. Nació el 12 de julio de 1917, en el centenario del nacimiento de Henry David Thoreau. Debido al cariñoso aprecio de N.C. a Henry David Thoreau, encontró esto a la vez coincidente y emocionante. N.C. fue un padre atento, fomentando los intereses y talentos de cada uno de los niños. La familia era unida, pasaba tiempo leyendo juntos, paseando, fomentando "una cercanía con la naturaleza" y desarrollando un sentimiento por la historia familiar de Wyeth.
Debido a su frágil salud en la infancia, Andrew estudió en casa y su padre fue su único maestro. La música y el cine también fueron destacados entretenimientos. El propio Wyeth dijo que una gran influencia para su trabajo fue la película The Big Parade (1925) de King Vidor que afirmó haber visto "unas 187 veces", pues presentaba una dinámica familiar similar a la suya. Educado en casa y sobreprotegido, Wyeth recordó que "Papá me mantuvo en una cárcel, para sí mismo en mi propio mundo, y no dejaba que nadie entrara en él. Casi me obligan a quedarme en el Bosque de Sherwood con Lady Marian y los rebeldes." Conocido ilustrador para revistas, carteles y anuncios, en la década de 1920 N. C. Wyeth se había convertido en una celebridad y la familia tenía invitados famosos, como F. Scott Fitzgerald y Mary Pickford, por lo que creció en un hogar que bullía de creatividad.
El 15 de mayo de 1940, se casó con Betsy James, a la que había conocido en 1939 en Maine. Christina Olson le fue presentada por ella. Betsy se convirtió desde entonces en una fuerte influencia para él, como antes había sido su padre, que se resintió con su nuera por ello. Andrew y Betsy tuvieron dos hijos, Nicholas, nacido en 1943, y James "Jamie" en 1946, que él retrató. Su hijo Jamie siguió los pasos de su padre y su abuelo y también fue pintor.
En octubre de 1945, su padre N. C. Wyeth y su sobrino de tres años Newell (el hijo mayor de su hermano Nathaniel) fallecieron en un accidente de tráfico cuando en un cruce ferroviario cerca de su casa su automóvil fue arrollado por un tren de carga.

### Muerte
El 16 de enero de 2009, Andrew Wyeth murió mientras dormía en Chadds Ford, Pensilvania, después de una breve enfermedad. Tenía 91 años. Su viuda Betsy murió el 21 de abril de 2020, a los 98 años.

## Exposición
En 1937, a los veinte años, Wyeth tuvo su primera exposición individual de acuarelas en la Macbeth Gallery de la ciudad de Nueva York. Todo el inventario de pinturas se agotó y el camino de su vida parecía seguro. Su estilo era diferente al de su padre: más sobrio, "más seco" y más limitado en la gama de colores. Declaró su creencia de que "el gran peligro de la escuela Pyle es la creación de fotografías.